# Le Perreux-sur-Marne
Le Perreux-sur-Marne település Franciaországban, Val-de-Marne megyében. Lakosainak száma 34 654 fő (2022. január 1.). Le Perreux-sur-Marne Champigny-sur-Marne, Nogent-sur-Marne, Neuilly-Plaisance, Bry-sur-Marne és Fontenay-sous-Bois községekkel határos.

## Népesség
A település népességének változása:
| Lakosok száma | 33 480 | 33 970 | 34 017 | 33 879 | 33 793 | 33 588 | 33 697 | 34 213 | 34 654 |
|               | 2013   | 2015   | 2016   | 2017   | 2018   | 2019   | 2020   | 2021   | 2022   |